# Mautodontha consobrina
Mautodontha consobrina је пуж из реда Stylommatophora и фамилије Charopidae. 

## Угроженост
Ова врста је наведена као изумрла, што значи да нису познати живи примерци.

## Распрострањеност
Пре изумирања, француска Полинезија.

## Станиште
Врста Mautodontha consobrina је имала станиште на копну.